# Slappy
Slappy – drugi minialbum amerykańskiego zespołu Green Day wydany latem 1990 roku przez Lookout! Records w postaci siedmiocalowej płyty winylowej w kilku wersjach kolorystycznych. Zdaniem lidera zespołu Billiego Joe Armstronga był to album, od którego zaczęło się kształtowanie stylu muzycznego zespołu.
Trzy pierwsze utwory są autorstwa Billiego Joe Armstronga natomiast ostatni „Knowledge” to cover piosenki zespołu Operation Ivy. Utwór ten do chwili obecnej jest często grany na koncertach grupy Green Day, a podczas jego wykonywania na scenę zapraszana jest publiczność, która gra instrumentach zespołu.
Wszystkie utwory z albumu Slappy zostały dołączone do wydanego w 1991 roku albumu kompilacyjnego 1,039/Smoothed Out Slappy Hours. Do sierpnia 2005 roku EP Slappy pozostawał w sprzedaży, a później zaprzestano jego tłoczenia po zrezygnowaniu przez Green Day z usług wydawnictwa Lookout! Records.

## Lista utworów

### Strona A.
1. "Paper Lanterns" – 2:23
2. "Why Do You Want Him?" – 2:30

### Strona B.
1. "409 In Your Coffeemaker" – 2:51
2. "Knowledge" – 2:18